# Sirski jezik
Sirski ili Sirijski jezik (klasični sirski, lishana atiga, suryaya, suryoyo; ISO 639-3: syc) povijesni je jezik istočnoaramejske podskupine aramejskih jezika, koji se govorio negdje do 12. stoljeća na području Srednjeg istoka. Klasični sirijski govorio se između 4. i 8. stoljeća. Između 10. i 12. stoljeća je izumro. 
Danas ga, ali rijetko, rabe razne sirijske crkve: nestorijanska (istočna), jakobitska (sirijska ortodoksna) i maronitska (katolička).

## Vanjske poveznice
- Ethnologue (14th)
- Ethnologue (15th)
- Leshono Suryoyo - Die traditionelle Aussprache des Westsyrischen - The traditional pronunciation of Western Syriac